# Hodinová věž (Sarajevo)
Hodinová věž (bosensky Sahat-kula) se nachází v historickém centru hlavního města Bosny a Hercegoviny, Sarajeva. Nachází se v blízkosti Gazi Husrev-begovy mešity. Se svojí výškou 30 m se jedná o jednu z nejvyšších hodinových věží, které byly v Bosně během období turecké nadvlády postaveny. 
Hodinová věž byla postavena během správy Gazi Husrev-bega nad Sarajevem. První písemná zmínka o stavbě pochází ze 17. století ze zápisu tureckého cestovatele Evliji Čelebiho. Dvakrát byla celkem přebudována; poprvé po vyplenění Sarajeva Evženem Savojským na konci 17. století podruhé v roce 1762. Hodinový stroj, kde zde byl umístěn, byl turecké výroby. V roce 1874 byl nahrazen modernějším, který byl dovezen z Velké Británie (od společnosti Gillett & Bland). Původní byl přenesen na Vratnik do místní mešity. Další výměna se uskutečnila roku 1967. I přesto jsou hodiny seřizovány ručně.
Od roku 2006 je hodinová věž považována za kulturní památku.